# Ramaditas
Ramaditas ist eine Ortschaft im Departamento Potosí im Hochland des südamerikanischen Andenstaates Bolivien.

## Lage im Nahraum
Ramaditas ist der zentral Ort des Kanton Ramaditas im Municipio Colcha „K“ in der Provinz Nor Lípez. Die Ortschaft liegt auf einer Höhe von 3688 m etwa 30 Kilometer südlich des Salzsees Salar de Uyuni in der Gran Pampa Pelada, einer weiten Ebene nördlich der Cordillera de Lípez.

## Geographie
Ramaditas liegt auf dem bolivianischen Altiplano zwischen den Anden-Gebirgsketten der Cordillera Occidental und der Cordillera de Lípez. Das Klima der Region ist semiarid und durch ein ausgeprägtes Tageszeitenklima gekennzeichnet.
Die mittlere Durchschnittstemperatur der Region liegt bei 7,7 °C (siehe Klimadiagramm San Cristóbal) und schwankt nur unwesentlich zwischen 3 °C im Juni und Juli und etwa 10 °C von November bis März. Der Jahresniederschlag beträgt nur 100 mm, wobei die Monate April bis November nahezu ohne Niederschlag sind; nennenswerter Niederschlag fällt nur in den Monaten Januar und Februar mit je 30 mm im Monat.
Gemäß der Klimaklassifikation ist das Klima von San Cristóbal trocken und kalt (BWk).

## Verkehrsnetz
Ramaditas liegt in einer Entfernung von 250 Straßenkilometern südwestlich von Potosí, der Hauptstadt des gleichnamigen Departamentos.
Von Potosí führt die asphaltierte Nationalstraße Ruta 5 über 198 Kilometer in südwestlicher Richtung bis Uyuni, von dort führt die Ruta 701 weiter nach Südwesten, erreicht nach 52 Kilometern Ramaditas und führt dann weiter nach Vila Vila und San Cristóbal.

## Bevölkerung
Die Einwohnerzahl der Ortschaft ist in dem Jahrzehnt zwischen den beiden letzten Volkszählungen leicht zurückgegangen:
| Jahr | Einwohner         | Quelle       |
| ---- | ----------------- | ------------ |
| 1992 | keine Detaildaten | Volkszählung |
| 2001 | 94                | Volkszählung |
| 2012 | 87                | Volkszählung |
| 2024 |                   | Volkszählung |

Die Region weist einen hohen Anteil an Quechua-Bevölkerung auf, im Municipio Colcha „K“ sprechen 93,0 Prozent der Bevölkerung Quechua.